# Chen Xiaojun
Chen Xiaojun (Chaozhou, 3 de agosto de 1992) é uma atleta chinesa de nado sincronizado, medalhista olímpica.

## Carreira
Chen Xiaojun representou seu país nos Jogos Olímpicos de 2012, ganhando a medalha de prata por equipes em Londres. 